# 계수기
계수기(counter, 카운터)란 클럭펄스를 세어서 수치를 처리하기 위한 논리 회로 (디지털 회로)이다. 계수기가 계수한 이진수나 이진화 십진수가 디코더를 통해서 7 세그먼트 발광 다이오드에 표시되는 숫자로 변환하여 인간이 알아볼 수 있는 정보가 된다. 또한 인코더가 정보를 이진수로 변환한 것을 계수기를 통해 계수 처리를 실시 할 수 있다.
수정진동자를 이용한 발진 회로를 통해 만들어진 매우 높은 주파수 (예시로 32.768 KHz)의 전기신호를 낮은 주파수 (예시로 1 Hz)의 신호로 변환하기 위해서도 사용된다. 그렇기 때문에 이런 회로를 분주기라고 부른다.

## 계수기의 종류
필요한 출력, 잡음특성, 속도등에 대응해서 다양한 계수기가 사용된다.

### 가중 계수기
가중 계수기(weighting counter)란 각 비트의 수치화 평가가있어서 변화의 주기가 다른 것이다.

#### 이진 계수기
이진 계수기란 이진수를 출력하는 계수기이다. D 플립플롭의 {\displaystyle {\bar {Q}}}출력을 D입력 및 다음단의 클럭입력에 연결해서 각 플립플롭에서 Q출력을 설계한 회로이다. 이러한 접속에 의하여 첫 번째 소자에 입력된 클럭펄스가 1개씩 증가할 때마다 {\displaystyle Q}출력이 0에서 1로 반전을 반복하기 때문에 첫 번째 소자부터 출력은 입력된 클럭펄스의 수를 이진수로 표시했을 경우에 최하위 자리수가 되고 두 번째 소자는 두 번째 자리수가 되듯이 이진수로 출력을 나타낼 수 있다.
{\displaystyle n}단의 이진 계수기는 클럭의 주파수를 {\displaystyle 1 \over 2n}으로 변환한다고 볼 수도 있다. 이진화 십진수로 계수기 동작을 실시하려면 각 비트의 출력이 1010 (십진수 "10")이 되었을 경우 0000으로 초기화 (리셋)하는 회로가 필요하다. 동일한 치수를 검출해서 리셋하는 것으로 클럭펄스의 주파수를 1/(임의의 수)로 변환할 수 있다.

##### 4단 (비트) 이진 계수기의 출력
```
   0123456789ABCDEF
-------------------
Q
1
 0101010101010101
Q
2
 0011001100110011
Q
3
 0000111100001111
Q
4
 0000000011111111
```

#### 그레이(Gray)코드 계수기
그레이코드 계수기란 동시에 하나의 비트만 변하지 않게 코드를 할당해서 디코드시의 스태틱 하자드 (단시간의 스파이크장의 잡음)를 방지한 것이다.

##### 4단 그레이코드 계수기의 출력
```
   0123456789ABCDEF
-------------------
Q
1
 0011001100110011
Q
2
 0111100001111000
Q
3
 1110000000011111
Q
4
 1111111000000001
```

### 비가중 계수기
비가중 계수기(nonweighting counter)란 각비트에 수치화 평가가 없는 것이다. 선형 피드백 시프트 레지스터(Linear feedback Shift Register)라고 불리는 임의의 값을 적재한 플립플롭의 비트열을 클럭펄스마다 이웃의 플립플롭으로 이동해 가는 회로가 기본이 된다.

#### 링 계수기
링 계수기란 특정 초기치를 플립플롭에 적재해서 플립플롭의 비트열을 클럭펄스마다 이웃의 플립플롭으로 이동해 가는 것이다.

#### 존슨 계수기
존슨 계수기란 두 개의 비트를 디코드하는 것만으로 임의의 신호를 꺼낼 수 있도록 코드를 할당한 것이다. "1"과 "0"의 기간이 같은 대칭형과 불균일한 비대칭형이 있다.

##### 4비트 대칭형 존슨 계수기의 출력
```
   01234567
-----------
Q
1
 01111000
Q
2
 00111100
Q
3
 00011110
Q
4
 00001111
```

### 원핫 상태 계수기
원핫 상태 계수기란 디코드가 필요하지 않기 때문에 클럭펄스의 수에 일치한 플립플롭의 출력만을 1 그외에는 0으로 하는 것이다. 세는 수만큼 플립플롭이 필요하기 때문에 계수기 본체의 회로규모가 가장 커진다.

#### 4비트 원핫 상태 계수기
```
   0123
-------
Q
1
 1000
Q
2
 0100
Q
3
 0010
Q
4
 0001
```

### 필드코드 계수기
필드코드 계수기 (filled code counter)란 비트열의 편성을 모두 사용하는 것이다. 비트열을 모두 사용하기 때문에 계수기 본체의 게이트 규모가 작다.
- 이진 계수기
- 그레이코드 계수기
- 2비트 존슨 계수기

### 언필드코드 계수기
언필드코드 계수기 (unfilled code counter)란 비트열 편성의 일부만을 사용하는 것이다. 사용하지 않는 조합이 되었을 경우의 회복회로가 필요하다. 계수기 본체의 게이트 규모가 커지지만 디코드 회로가 작게 고속화가 가능하다.
- 선형 시프트 레지스터
- 링 계수기
- 3비트 이상의 존슨 계수기
- 원핫 상태 계수기

## 각종 기능
계수기는 그 밖에도 다음과 같은 기능이 있다.
- 업 다운기능
- 일반적인 계수기는 수치를 순서대로 더해서 계수하는 것이지만, 반대로 수치를 빼서 계수하는 계수기나 이러한 기능을 변경해서 카운트할 수 있는 계수기도 있다.
- 프리셋 기능
- 0 이외의 초기값을 미리 설정해서 그 값으로부터 계수를 실시하는 기능이다.

## 같이 보기
- 프로그래머블 계수기
- 디지털 회로 - 논리 회로 - 하드웨어 기술 언어
- 표준 논리 IC
- 이진수 - 이진화 십진수
- 플립플롭